# Sainte-Marie-en-Chanois
Sainte-Marie-en-Chanois är en kommun i departementet Haute-Saône i regionen Bourgogne-Franche-Comté i östra Frankrike. Kommunen ligger i kantonen Faucogney-et-la-Mer som tillhör arrondissementet Lure. År 2022 hade Sainte-Marie-en-Chanois 209 invånare.

## Befolkningsutveckling
Antalet invånare i kommunen Sainte-Marie-en-Chanois
| Referens: INSEE |